# غوس-زهيليزنيي (رجازان)
غوس-زهيليزنيي (بالروسية: Гусь-Железный) هي مدينة في مقاطعة ريازان أوبلاست في روسيا.
يبلغ عدد سكانها حوالي 2167 نسمة.